# 昏い世界を極から極へ
『昏い世界を極から極へ』（くらいせかいをきょくからきょくへ、Black as the Pit, from Pole to Pole）は、アメリカの作家ハワード・ウォルドロップとスティーヴン・アトリーによる短編ホラー小説。
初出はロバート・シルヴァーバーグ編の競作アンソロジー『New Dimensions 7』。2人の合作は幾つかあるが、邦訳はこれのみ。1980年に講談社の『世界SFパロディ傑作選』に収録された。続いてアメリカで2014年にアンソロジー『ラヴクラフトの怪物たち』に収録され、2019年に単行本が邦訳された。
メアリ・シェリーの『フランケンシュタイン』の続きを描いたもの。地球空洞説を軸に、エドガー・アラン・ポオ、ハーマン・メルヴィル、ジュール・ヴェルヌなど、複数の文学作品を統合しており、ハワード・フィリップス・ラヴクラフトも付け加えられている。

## 概要
収録単行本『ラヴクラフトの怪物たち』にて、怪物「古きものども」を担う。「古のもの」のことだが、訳者は作中の描写を「イースの大いなる種族」と混同された部分がある」と指摘している。
新版翻訳者は「メアリー・シェリーの『フランケンシュタイン』の後日譚で、フランケンシュタインの怪物が地下世界を探検し『コナン・ザ・グレート』のような大活躍をする話です（笑）。エドガー・アラン・ポオや『白鯨』のメルヴィルも登場します。」と紹介している。
10章構成。全ての章で、地上の出来事を説明した後に地底を往く主人公の行動を追うという構成になっている。地底の出来事はもちろんフィクションであるが、地上の出来事は史実をベースとしつつ架空の人物も描写されており、虚実が入り混じる。時系列に沿っており、地上で何が起こっているときに地底で何が起こっていたかがわかるようになっている。
菊地秀行は単行本解説にて、収録作中でも際立っている一篇と評する。一見するとクトゥルフ神話から円錐形生物をちょっと借りてきただけのようだが、これをモンスター＝ランドルフ・カーター、フランケンシュタイン博士の幻影＝ナイアルラトホテップと見立てることで『未知なるカダスを夢に求めて』になると喝破し、「周到に考え抜かれた途方もないラヴクラフト讃歌という事実に驚愕せざるを得まい」と絶賛している。

## 主な登場人物

### 地底
- 「主人公」 - フランケンシュタイン博士の被造物。巨人とも怪物ともゴーレムとも呼ばれる。
- ヴィクトール・フランケンシュタイン - スイス生まれの科学者。既に死んでいるが、被造物の前に幻影として現れ、苛む。
- ミーガン - ブラサンドカール司令官の次女。盲目。彼の妻となる。
- 白い巨鳥 - 知能は低い。群れで彼に襲いかかってくる。
- 円錐形生物 - 都市を築く。戦意は高くないが、自衛のために近づいてきた彼を攻撃する。爆発物を扱う。

### 地上
- ジョン・クリーブス・シムズ（英語版） - アメリカ陸軍大尉だった。地球空洞説を主張し、北極遠征の資金集めに奔走するも実らず、1929年に他界。
- メアリ・シェリー - イギリスの作家。バイロン卿やジョン・ポリドリ医師との交流を経て（ディオダティ荘の怪奇談義）、『フランケンシュタイン』を書く。
- ハーマン・メルヴィル - 1819年生まれ。1851年に『白鯨』を発表する。
- ジェレマイア・N・レノルズ - 探検家・研究者・捕鯨家。1818年にオハイオ大学の学生であった。後にシムズのシンパとなる。
- エドガー・アラン・ポオ - 1818年に9歳。1838年に『ナンタケット島出身のアーサー・ゴードン・ピムの物語』を発表する。
- サー・ジョン・フランクリン - イギリスの海軍将校・探検家。1944年にフランクリン遠征で北極に向かうも消息を絶つ。
- 白鯨モカ・ディック - 19世紀に南太平洋で恐れられた、悪名高いマッコウクジラ。メルヴィルの『白鯨』のインスピレーション元となる。

## あらすじ

### 現実
1918年、メアリ・シェリーは『フランケンシュタイン 現代のプロメテウス』を出版し、シムズ元大尉は地球空洞説の論文を発表し、船乗りアーサー・ゴードン・ピムは帆船エリアル号で湾を出入りする。シムズは1829年に死没するが、彼の論に同調したレナルズは資金集めを募る。1844年、フランクリン探検隊は北極を目指して出発するも、遭難する。皮肉なことに、その後の40年にもわたる捜索救助活動によって北極圏の地図が充実する。
エドガー・アラン・ポオはレナルズの説を擁護する。またレナルズは、白鯨モカ・ディックについて詳細に記す。ポオは落ちぶれ、最期に「レナルズ」という人物の名を叫び残して病死する。1851年、メルヴィルは『白鯨』を発表するも、酷評され、全く売れなかった。1861年、オットー・リーデンブロック教授はアイスランドの火山に赴き、火口から地球の内部に降りられるはずだと考える。またニューイングランドではアブナー・ペリー青年が奇妙な発明に熱中する。

### 作中
死体を繋ぎ合わせて産み出された彼は、北極で力尽きる。だが、目が覚めことで、彼は死にすら拒否された事実に絶望する。ふと天を見上げると、二つの太陽が浮かんでいた。彼はさまよった先で難破船をみつけ、道具や食料を入手する。銃とサーベルを携えて。奇妙な自然と生物たちに遭遇しながら旅をする。いくつもの世界を旅するうちに、いつしか地球の中心を通り抜けて、地球の裏側へ。そこには人間がいた。
彼は、自分は人間がいるところでは共存できないと思い、立ち去るか、村を訪れるか、葛藤した末に顔を見せる。村人たちは驚き槍を構えるが、彼は銃で地面を撃ち威力を見せつける。すると彼は神のごとくあがめられ、地下世界のボスとなる。彼の軍勢は幾つもの村を支配下に置き、民を徴兵して勢力を増す。野蛮人たちの軍は都市カラクを陥落させる。
幾つもの軍を破り、幾つもの都市を手中に納め、彼の軍勢はついに最大の都市国家ブラサンドカールに侵攻する。これまでのどの敵よりも手強い相手であったが、長年ブラサンドカールに苦汁を飲まされてきた他都市出身の兵士たちは戦意に燃える。ついに城壁を破ることに成功し、略奪が始まるが、一人の女を目にしたことで彼は略奪をやめるように兵士たちに指示する。
彼は、彼女ミーガンを略奪することができなかった。美しい彼女に、醜い彼は、己の心情を吐露する。新たな王となった彼の指示のもとに都市は復興を遂げ、2人は結婚式を挙げる。子供も生まれたがすぐに死んでしまう。3年目に、別の都市で反乱が起きる。将軍たちは武力鎮圧を主張するも、愛を知った彼は非戦を説き、それが怯懦とみなされ、ついに謀反が起きる。ミーガンが殺されたことで、彼は怒り狂い、単身でブラサンドカールを滅ぼし、廃墟と化した都市を去る。
彼は単身放浪を続け、円錐形の怪生物たちに出くわす。火山が噴火し、大地震が地底を揺るがす。憑りついたフランケンシュタインの幻影と共に、彼は人間や生物を殺し続け前進する。頭上を飛ぶ鳥はテケリ・リと啼く。彼はカヌーを漕ぐ途中、白鯨と邂逅して別れる。最後には、彼は心明るく希望を抱いていた。

## 収録
- 講談社『世界SFパロディ傑作選』安田均訳、1980年
- 新紀元社『ラヴクラフトの怪物たち』植草昌実訳、2019年

## 関連作品
- 死体蘇生者ハーバート・ウェスト - ラヴクラフト作品。シェリーの『フランケンシュタイン』に影響を受けて執筆された。
- 狂気の山脈にて - ラヴクラフト作品。南極を舞台に、樽型生物（≠円錐形生物）やアルビノペンギンが登場する。
- クトゥルー・オペラ - 風見潤作品。風見は安田均と共に『世界SFパロディ傑作選』を翻訳編集している。『クトゥルー・オペラ』では、ハイパーボリアを地底世界として登場させた。